# Vincenzo Speziali
Vincenzo Speziali (Bovalino, 4 luglio 1931 – Catanzaro, 24 settembre 2016) è stato un politico e imprenditore italiano.

## Biografia
Già dirigente dell'Eni, ha avviato la sua attività imprenditoriale con la costituzione di una industria di laterizi e poi successivamente con altre iniziative imprenditoriali che formano il "Gruppo Speziali".
Il 2 giugno 1992 viene nominato Cavaliere del lavoro. Dal 2001 al 2006 è presidente della "Sacal", la società di gestione dell'aeroporto di Lamezia Terme, membro del consiglio di reggenza della Banca d'Italia e vicepresidente della Banca Popolare di Crotone. Già presidente regionale di Confindustria in Calabria.
Nel 2008 intraprende l'attività politica all'interno del progetto del Popolo della Libertà e viene eletto senatore. L'incarico alla Sacal viene dichiarato compatibile con il mandato parlamentare in base al precedente di Pietro Fuda alla SOGAS.